# Phyllergates heterolaemus
El sastrecillo encapuchado (Phyllergates heterolaemus) es una especie de ave paseriforme de la familia Cettiidae endémica de Filipinas.

## Distribución y hábitat
Se encuentra únicamente en la isla de Mindanao. Su hábitat natural son los bosques tropicales húmedos tanto montanos como de tierras bajas.